# 개시
개시(開市)는 조선 후기 청나라, 일본 등을 상대로 열었던 대외 교역 시장으로 압록강 하류에서 열리는 중강 개시와 함경도의 회령 개시 및 경원 개시, 동래의 왜관 개시 등이 열렸다. 한편 개시에서 이루어진 무역 거래를 개시무역(開市貿易)이라 한다.

## 경원 개시
경원 개시(慶源開市)는 조선 때 경원에서 청과 행해지던 무역이다. 병자호란 이후 청의 요청으로 조선에서는 북쪽 여러 곳에 시장을 설치하여 무역을 계속하였으나 경원에서 정식으로 시장을 개설한 것은 1645년(인조 23년)이었다. 이 시장은 격년제(隔年制)로 하여 소·보습·솥과 모피 등을 교환하였다. 당시의 국경무역은 수동적이어서 조선의 국부(國富) 증진에 큰 공헌을 하지는 못했으나 점차 이것이 사상 활동의 영역에서 진행됨에 따라 새로운 상업 활동의 면모를 보였다.

## 회령 개시
회령 개시(會寧開市)는 조선 인조 이후 회령에서 청과 행하여지던 무역이다. 이 부근에는 조선 초에 만주 동부 및 지방 거주의 여진 간에 무역이 있었으나 개시의 기록에 따르면 1637년(인조 15년)에 비롯하였다고 한다. 1645년(인조 23년)에 경원 개시가 격년으로 열리게 되면서 이 두 곳에서 열린 개시를 북관개시라고 하였다. 이 회령 개시는 양국 관리의 감시하에 행하여진 공무역(公貿易)이었으나 부수적인 사무역(私貿易)도 행하여졌다 한다. 이리하여 청에서는 영고탑(寧古塔)·오라(烏喇) 지방의 상인이 모여들었고, 조선에서도 함경도 지방 상인을 중심으로 한양 등지에서도 모여들게 되었다. 조선에서는 주로 소·보습·솥·소금 등을 수출하였고, 만주에서는 청포(靑布)·모피 등에 그쳤다. 개시의 비용도 조선에서 부담하였던 까닭에 고통이 적지 않았다고 한다.

## 같이 보기
- 후시